# Peter Punk (album)
Peter Punk è l'album d'esordio dei Peter Punk, pubblicato nel 2000. La copertina del disco è una parodia del logo dei Chupa Chups.

## Tracce
1. La città
2. Via da qui
3. Alien Ska
4. Sbandati
5. Ripetente
6. Caro amico
7. Ragazza speciale
8. L'opportunità
9. Adios amigos
10. Diplomati
11. Daitan III
12. Giuseppe
13. Falsa realtà
14. Bevo bevo
15. Mariagiovanna
16. Impossibile
17. Bravo papà
18. Alberi di Natale

## Formazione
- Niccolò Gasparini – voce, chitarra
- Andrea Lorenzon – basso
- Stefano Fabretti – chitarra
- Nicola Brugnaro – batteria